# Hardware

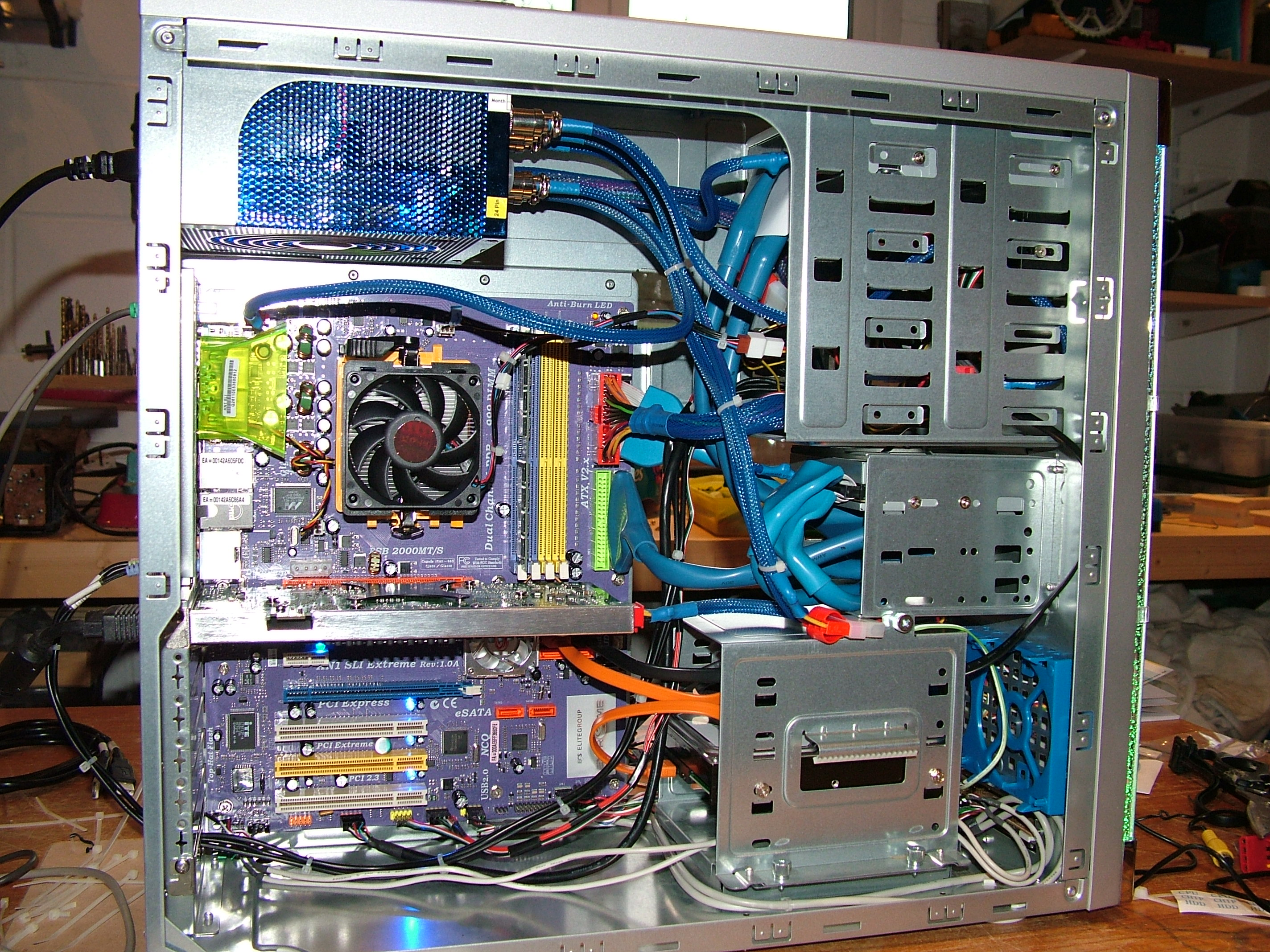
Hardware interno del PC

L'hardware (abbreviato HW, dall'inglese hard «duro, pesante, massivo (con massa)», e ware «merce, prodotto, articolo», su imitazione del termine software) è l'insieme di tutte le parti tangibili, elettroniche, elettriche, meccaniche, magnetiche, ottiche, che consentono il funzionamento di un computer o uno strumento similare, come ad esempio uno smartphone.
Più in generale, il termine si riferisce a qualsiasi componente fisico/materiale di una periferica o di una apparecchiatura elettronica, comprese le strutture di rete; l'insieme di tali componenti è anche detto componentistica. Il significato è contrapposto a quello di software, che corrisponde alla parte intangibile (non fisica/immateriale) di un sistema informatico o elettronico.

## Componenti generali

Componenti fisiche di un PC: 1. schermo; 2. scheda madre; 3. CPU; 4. Interfaccia ATA; 5. RAM; 6. Slot di espansione; 7. Alimentatore; 8. Lettore DVD; 9. HD; 10. Tastiera; 11. Mouse

I principali componenti HW di una macchina, per uso personale, di tipo fisso:
- Case
- Cavi elettrici
- Unità centrale
- Monitor
- Mouse
- Scheda audio
- Scheda di rete
- Masterizzatore
- Modem
- Stampante
- Scanditore d'immagine
- Tastiera
- Videoproiettore

## Componenti specifici

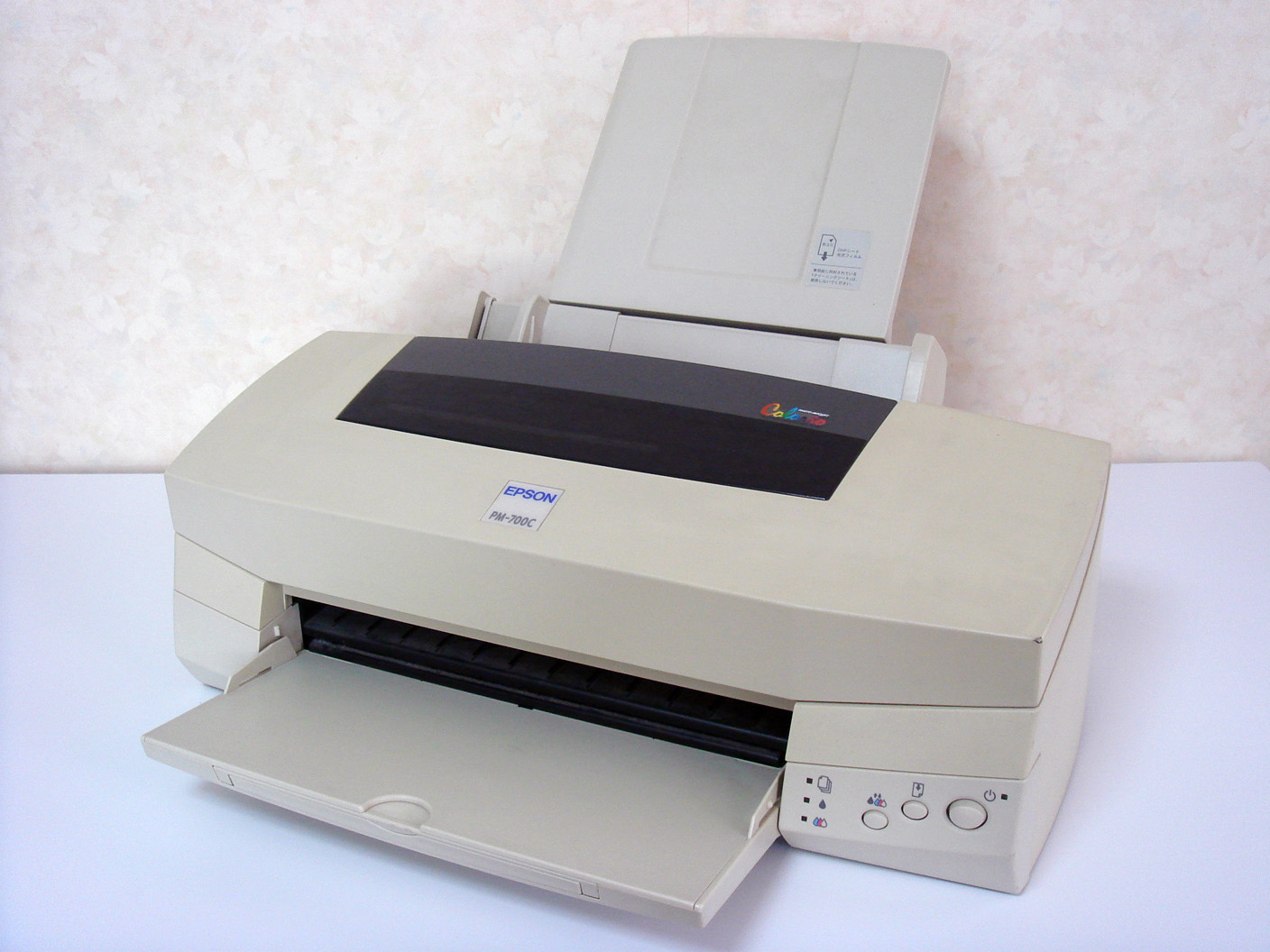
Una stampante Epson PM-700C

### Scheda madre
La scheda madre (in inglese motherboard) è il componente principale di un computer ed è dotata di circuiti integrati che hanno il compito di collegare fra loro le altre componenti del sistema. Alloggiati sulla scheda madre si trovano il processore, la memoria RAM, l'insieme di unità di memoria ROM che contengono il BIOS, le schede grafiche e di rete. Tutti i componenti collegati alla scheda madre sono divisi tra il northbridge (o ponte nord) e il southbridge (o ponte sud).

### Schede elettroniche di espansione

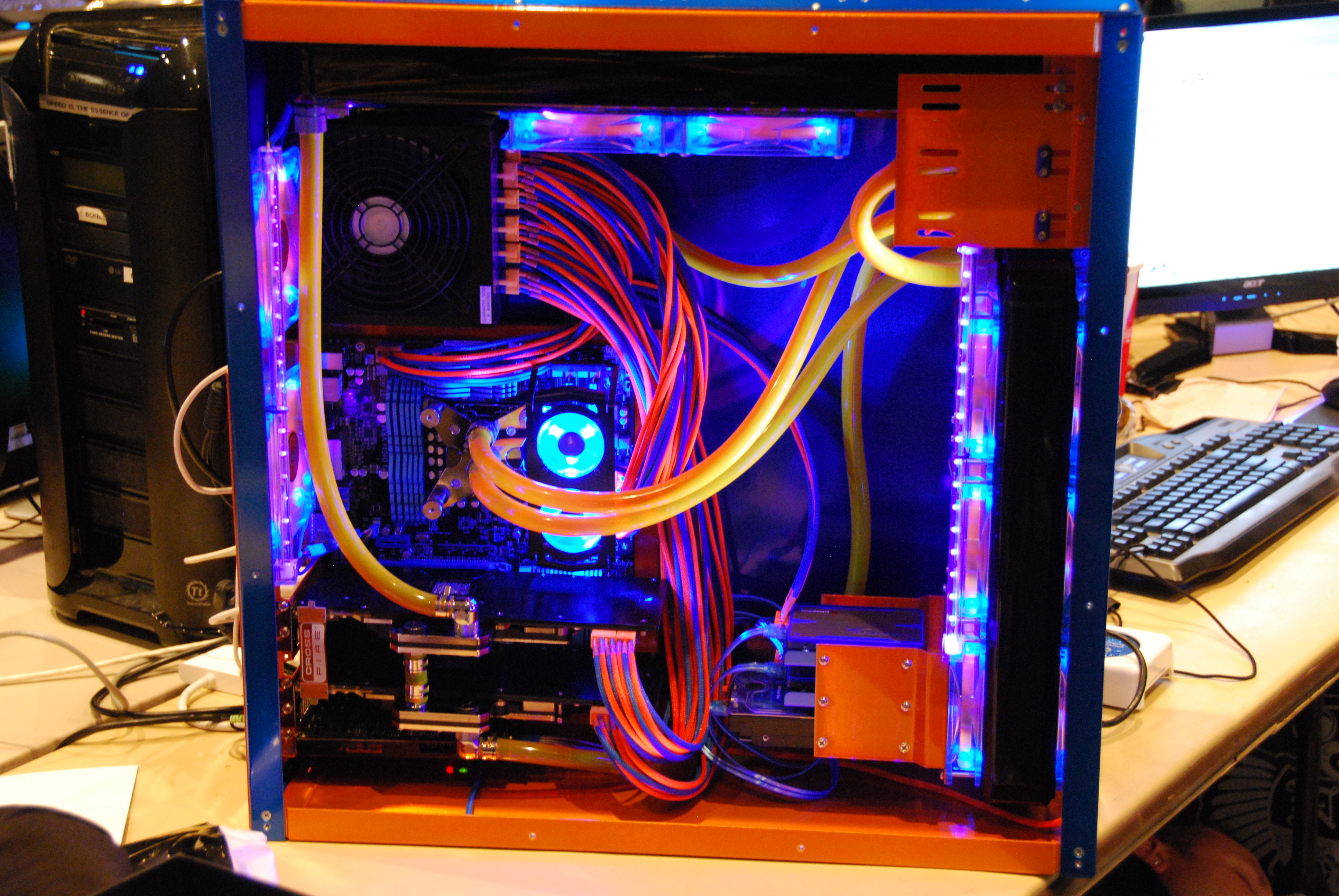
Vista dei componenti di un PC raffreddato a liquido

La scheda d'espansione è una qualsiasi scheda elettronica che non è compresa di serie nel computer e che, una volta installata, ne espande quindi le funzionalità. La scheda d'espansione può appartenere a una grande varietà di tipi di schede elettroniche: scheda di memoria, scheda video, La scheda d'espansione è una qualsiasi scheda elettronica che non è compresa di serie nel computer e che, una volta installata, ne espande quindi le funzionalità. La scheda d'espansione può appartenere a una grande varietà di tipi di schede elettroniche: scheda di memoria, scheda video, scheda CPU, scheda di rete, scheda audio, ecc. L'unico tipo di scheda elettronica esclusa tra i possibili tipi è la scheda madre: una scheda d'espansione non è mai una scheda madre.

### Memorie secondarie

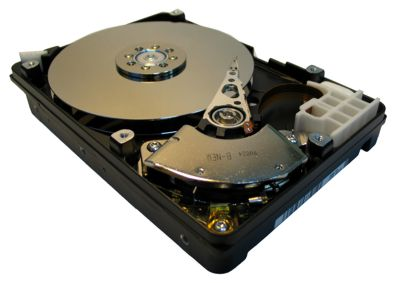
Disco rigido

La memoria di massa o secondaria è l'insieme di supporti che permette ai dati e alle informazioni di persistere nel sistema anche dopo lo spegnimento del computer:
- Dischi rigidi: utilizzano tradizionalmente supporti di tipo magnetico (anche se ultimamente ne sono usciti con memorie a stato solido) e tipicamente vengono usati per avviare il sistema operativo dei computer; hanno una capacità che arriva ad una dimensione dell'ordine dei TB.
- SSD: supporti di memoria a stato solido, con una massa inferiore, che hanno però il loro stesso funzionamento
- Nastri magnetici: supporti magnetici che per l'alta capacità ed affidabilità sono stati e vengono tipicamente utilizzati per copie di sicurezza di grandi dimensioni.

L'aumentata affidabilità e capienza e la diminuzione dei prezzi dei dischi rigidi ne hanno ridotto l'uso anche se restano ancora usati in molti centri di elaborazione dati:
- Floppy disk: ormai obsoleti, permettevano la persistenza ed il trasferimento dei dati. Avevano una capienza dell'ordine dei 160 kB nei primi dischetti da 5¼ pollici ed arrivavano a 2880 kB nei più "moderni" da 3½ pollici.
- dischi ottici: dispositivi che hanno nel tempo soppiantato i floppy, ormai obsoleti, per la persistenza ed il trasferimento di dati. Hanno una capacità da 700MB per i CD ai 4.7 GB per i DVD standard.
- Flash drive USB: dispositivi riscrivibili su memorie a stato solido. Hanno una capacità che arriva ad una dimensione dell'ordine delle decine di GB. Garantiscono un numero di cicli di scrittura limitato e non sono adatti per copie di sicurezza.

Floppy disk, dischi ottici e penne USB possono essere definiti supporti rimovibili, ovvero unità di memoria non strettamente legate alla macchina.

### Periferiche e dispositivi di ingresso e uscita (I/0)

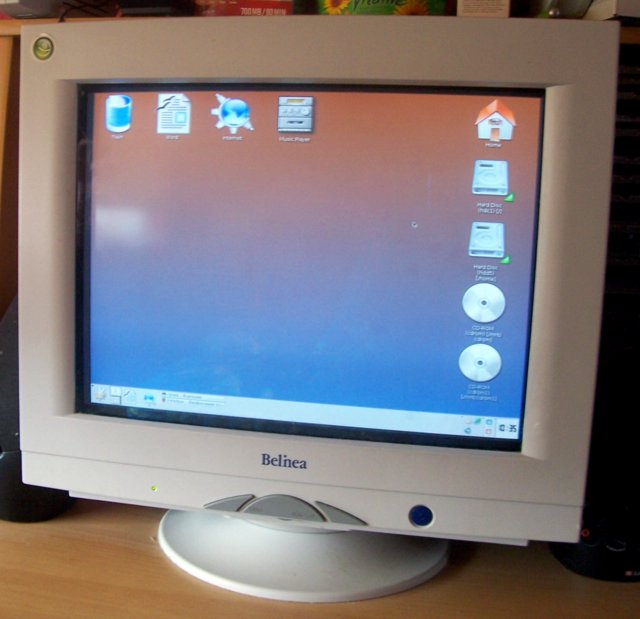
Monitor

Le periferiche di ingresso consentono di acquisire dati dall'esterno. Le principali sono:
Tastiera: acquisisce caratteri, numeri e comandi grazie alla pressione di tasti; i caratteri corrispondenti al tasto premuto sono memorizzati nella memoria temporanea di ingresso dati o, in caso di digitazione troppo veloce nella memoria temporanea della tastiera.
Dispositivi di puntamento: consentono di trasmettere dati di posizione spaziale al computer. Sono dispositivi di puntamento il mouse e il tappetino tattile.
Scanner: grazie a una tecnologia simile a quella della fotocopiatrice, acquisisce immagini; può essere associato a un programma OCR (Optical Character Recognition), in grado di convertire l'immagine in un documento testuale.
Macchina fotografica: acquisisce e digitalizza immagini.
Microfono: acquisisce e digitalizza i suoni. Esistono programmi di riconoscimento vocale che trasformano i suoni acquisiti in un documento di testo.
Sono dispositivi che forniscono il risultato di un'elaborazione convertendolo in testo, grafica, audio quali il monitor, le stampanti o le casse audio.
- Tastiera: acquisisce caratteri, numeri e comandi grazie alla pressione di tasti; i caratteri corrispondenti al tasto premuto sono memorizzati nella memoria temporanea di ingresso dati o, in caso di digitazione troppo veloce nella memoria temporanea della tastiera.
- Dispositivi di puntamento: consentono di trasmettere dati di posizione spaziale al computer. Sono dispositivi di puntamento il mouse e il tappetino tattile.
- Scanner: grazie a una tecnologia simile a quella della fotocopiatrice, acquisisce immagini; può essere associato a un programma OCR (Optical Character Recognition), in grado di convertire l'immagine in un documento testuale.
- Macchina fotografica: acquisisce e digitalizza immagini.
- Microfono: acquisisce e digitalizza i suoni. Esistono programmi di riconoscimento vocale che trasformano i suoni acquisiti in un documento di testo.

Sono dispositivi che forniscono il risultato di un'elaborazione convertendolo in testo, grafica, audio quali il monitor, le stampanti o le casse audio.

### Hardware di rete
L'hardware di rete è il complesso materiale o fisico (apparati, cablaggi, canali wireless, dispositivi) che forma, dal punto di vista fisico, una struttura di rete.